# Сидоровское сельское поселение (Костромская область)
Си́доровское се́льское поселе́ние — муниципальное образование в Красносельском районе Костромской области России.
Административный центр — село Сидоровское.

## История
Сидоровское сельское поселение образовано 30 декабря 2004 года в соответствии с Законом Костромской области № 237-ЗКО, установлены статус и границы муниципального образования.

## Население
| 2008  | 2010  | 2012  | 2013  | 2014  | 2015  | 2016  |
| ----- | ----- | ----- | ----- | ----- | ----- | ----- |
| 1483  | ↘1289 | ↗1342 | ↘1333 | ↘1282 | ↘1264 | →1264 |
| 2017  | 2018  | 2019  | 2020  | 2021  |       |       |
| ↘1260 | ↘1216 | ↘1198 | ↘1178 | ↘707  |       |       |

## Состав сельского поселения
| №  | Населённый пункт | Тип населённого пункта       | Население |
| -- | ---------------- | ---------------------------- | --------- |
| 1  | Алеево           | деревня                      | ↘10       |
| 2  | Букино           | деревня                      | →0        |
| 3  | Булдачиха        | деревня                      | ↘10       |
| 4  | Веняиха          | деревня                      | ↘17       |
| 5  | Вертлово         | деревня                      | ↘6        |
| 6  | Витязево         | деревня                      | ↗32       |
| 7  | Высоково         | деревня                      | ↘4        |
| 8  | Густомесово      | село                         | ↘193      |
| 9  | Давыдково        | деревня                      | →0        |
| 10 | Деревенька       | деревня                      | ↗1        |
| 11 | Красные Пожни    | деревня                      | ↘6        |
| 12 | Отрада           | деревня                      | →0        |
| 13 | Пречистое        | деревня                      | →0        |
| 14 | Светочева Гора   | село                         | ↗337      |
| 15 | Сидоровское      | село, административный центр | ↘613      |
| 16 | Степурино        | деревня                      | ↘6        |
| 17 | Сыданиха         | деревня                      | ↗1        |
| 18 | Трубинка         | деревня                      | ↗3        |
| 19 | Федорково        | деревня                      | ↗32       |
| 20 | Федотеиха        | деревня                      | ↗1        |
| 21 | Худынское        | деревня                      | →0        |
| 22 | Юрино            | деревня                      | →0        |

## Достопримечательности
- Церковь Успения Пресвятой Богородицы в селе Густомесово